# Вендам (місто)
Вендам (нід. Veendam, нід. вимова: [veːnˈdɑm] ( прослухати)) — головне місто муніципалітету Вендам у провінції Гронінген, Нідерланди. Місто було засноване 1648 року як поселення працівників, зайнятих на торфяному видобутку. Станом на 1 січня 2024 року населення складає 27,517 осіб

## Міста-побратими
У Вендама є два міста-побратими:
| - Гнезно, Польща - Келоуна, Британська Колумбія, Канада |